# Glory (Schiff, 1900)
Die Glory, auch HMS Glory, war ein Schlachtschiff (Einheitslinienschiff) der Canopus-Klasse der britischen Marine, das von 1900 bis 1921 in Dienst stand.

## Geschichte
Die Glory wurde am 1. Dezember 1896 auf der Werft der Cammell, Laird & Company in Birkenhead auf Kiel gelegt, lief am 11. März 1899 vom Stapel und wurde am 1. November 1900 für den Einsatz auf der China-Station in Dienst gestellt. Bei ihrer Ankunft dort kollidierte sie am 17. April 1901 während eines Sturms in Hongkong mit der Centurion, erlitt aber keinen Schaden. Zwischen 1901 und 1902 wurde sie in Hongkong überholt, und im November 1902 besuchte sie Shanghai. 1905 ratifizierten das Vereinigte Königreich und Japan einen Bündnisvertrag, der die Notwendigkeit einer Präsenz der Royal Navy auf der China-Station verringerte, wodurch alle dortigen Schlachtschiffe angewiesen wurden, nach Großbritannien zurückzukehren. Infolgedessen wurde die Glory im Juli 1905 aus China abberufen und verließ Hongkong am 22. Juli 1905. Bei ihrer Ankunft in Portsmouth am 2. Oktober 1905 wurde sie ausgemustert und am 24. Oktober 1905 für den Dienst in der Kanalflotte wieder in Dienst gestellt. Am 31. Oktober 1906 wurde sie der Portsmouth Reserve Division zugeteilt, die im Januar 1907 zur Portsmouth Division der Home Fleet wurde. Von März bis September 1907 wurde sie in Portsmouth überholt. Dabei wurden eine Feuerleitanlage und eine Magazinkühlung installiert. Am 18. September 1907 wurde die Glory für den Einsatz in der Mittelmeerflotte wieder in Dienst gestellt. Am 20. April 1909 wurde sie in Portsmouth ausgemustert und anschließend der 4. Division der Home Fleet zugeteilt.

### Erster Weltkrieg
Mit Beginn des Ersten Weltkriegs im August 1914 wurde die Glory dem 8. Kampfgeschwader der Kanalflotte in Devonport zugewiesen. Am 5. August 1914 wurde sie jedoch abkommandiert, um in Halifax, Nova Scotia, Kanada, als Wachschiff eingesetzt zu werden und das Kreuzergeschwader der North America and West Indies Station zu unterstützen. Als sie am 17. August eintraf, wurde sie zum Flaggschiff unter dem Kommando von Admiral Robert Hornby. Am 5. Oktober schloss sie sich vor Cape Race einem kanadischen Truppenkonvoi als Geleitschutz an. Am 8. Oktober verließ die Glory mit den übrigen Mitgliedern ihres Geschwaders den Konvoi, der anschließend durch die Princess Royal und die Majestic Geleitschutz erhielt. Nach der Niederlage Mitte November vor Coronel begann die Royal Navy mit der Verlegung von Kriegsschiffen nach Süden, um das deutsche Ostasiengeschwader bei der Umrundung von Kap Hoorn in den Atlantik zu stellen. Die Glory wurde zunächst nach Süden beordert, um sich den Panzerkreuzern Lancaster, Essex und Berwick sowie der französischen Condé anzuschließen. Der Einsatz der Glory verzögerte sich jedoch, da sie die Aufgabe der Suffolk bei der Überwachung des New Yorker Hafens übernehmen musste.
Die Glory wurde im Mai 1915 ins Mittelmeer verlegt, um die Anlandung der alliierten Streitkräfte in der Schlacht von Gallipoli zu unterstützen. Als sie jedoch im Juni 1915 die Dardanellen erreichte, waren die Bodentruppen bereits an Land gegangen. Infolgedessen war das Schiff vergleichsweise wenig aktiv. Bis zu dem Zeitpunkt Anfang Oktober, als sie sich der Prince George anschloss, um die osmanischen Stellungen in Gallipoli zu beschießen, hatte sie an keinerlei Kampfhandlungen teilgenommen. Ende 1915 verließ sie die Dardanellen und schloss sich am 4. Januar 1916 der Suezkanalpatrouille an. Im April 1916 kehrte sie in das Vereinigte Königreich zurück, wo sie in Portsmouth für eine Überholung ausgemustert wurde.
Am 1. August 1916 wurde sie für den Einsatz als Flaggschiff für das britische Nordrussland-Geschwader unter dem Kommando von Konteradmiral Thomas Kemp wieder in Dienst gestellt. Dort sollte sie nach der Oktoberrevolution dafür sorgen, dass die dort für die russische Armee eintreffenden Vorräte nicht in die Hände der Roten Armee fielen. Dennoch unterhielt Kemp gute Beziehungen zur örtlichen kommunistischen Führung, so dass er am 6. März 1918 eine Vereinbarung mit den Behörden in Murmansk traf, eine Gruppe von 130 Royal Marines von Bord der Glory an Land zu schicken, um die Stadt vor einer befürchteten Invasion des benachbarten Finnlands zu schützen.
Im September 1919 kehrte die Glory in die Heimat zurück, wo sie am 1. November 1919 in Sheerness für Pflege und Wartung ausgemustert wurde. Am 1. Mai 1920 wurde sie nach Rosyth verlegt, um als Hafendepotschiff eingesetzt zu werden. Am 17. September 1921 wurde sie auf die Abwrackliste gesetzt und am 19. Dezember 1922 an Granton Shipbreaking co. zum Abwracken verkauft.